# 발가락이 닮았다 (영화)
《발가락이 닮았다》는 1976년에 개봉한 대한민국의 영화이다.

## 캐스팅
- 하명중
- 전영선
- 김청자
- 김진규
- 한은진
- 최성호
- 이영희
- 이연희
- 유창우
- 최형근
- 서정일
- 유종근
- 임성포
- 주증녀
- 남희
- 이인히
- 박예숙
- 김성자 (특별출연)